# Uberlândia
Uberlândia és una ciutat situada a l'extrem oest de l'estat brasiler de Minas Gerais. El 2010 tenia 604.013 habitants. Situada a la regió del Triangulo Mineiro, és el segon municipi més important de l'estat, darrera de la capital (Belo Horizonte). A més, és la 4a ciutat del Brasil amb major PIB d'entre les que no formen part d'una regió metropolitana superior.